# Secale derzhavinii
Secale derzhavinii är en gräsart som beskrevs av Nikolai Nikolaievich Tzvelev. Secale derzhavinii ingår i släktet rågsläktet, och familjen gräs. Inga underarter finns listade i Catalogue of Life.